# 德国国营铁路252型电力机车
德国国营铁路252型电力机车（德語：DR-Baureihe 252）是德国国营铁路新开发的最后一款电力机车，其目的是作为250型机车的一个有效补充，以及作为运营于供电制式为25千伏50赫兹的吕伯兰铁路的251型机车的替代者；同时也可担当时速达160公里/小时的东德过境运输机车，例如运营于经过改造、需要穿越柏林斯塔肯－厄比斯费尔德运行的西柏林-汉诺威铁路。
最后两项计划从来没有实现。因为随着两德统一后货运需求量的迅速下滑，当局已不再需要这些采用传统交流电技术的机车，这导致已签署的70台量产机车订单被取消。而在其它一些资料中甚至称原计划生产的数量高达350台。

## 历史

### 既往史
1955年，德国国营铁路在结束对苏联的战争赔偿后，重新启动了由电力牵引的机车车辆计划。至1970年，电气化铁路里程尤其是在萨克森州不断增加，由此电气化铁路在整个路网中的比重增加至8%（德国联邦铁路在同期的比重为29%）。随后，当局由于电气化铁路的所涉及高昂成本而更青睐于使用柴油机车。然而，在1980年代初爆发的第一次石油危机迫使人们重新进行了反思，因此对电气化铁路的扩张计划又得以再度重启。短短几年内迅速增加的电气化里程需要确保有数量庞大的额外电力机车可用。在1980年代末，已有许多新造的电力机车投入德国国营铁路的运营。其中重载货运指定由250型机车牵引，后者也可用作牵引重载快速客运列车。自1984年以来，多用途机车243型也被交付使用。而在1960年代便开始使用的211型及242型机车也曾是德国国营铁路最重要的标志性电力机车，但由于不断增加的牵引载荷，后者通常需要采用并不经济的双机重联运行。
尽管截至1989年8月已有超过500台新造的243型机车交付使用，但当局仍无法完全摒弃战前生产的254型和244型机车，其中部分运营已超过50年的机车应该亟需更换为更现代化的车辆。
同时，当局也在考虑，利用一款更现代化的继任机型取代在供电制式为25千伏50赫兹的吕伯兰铁路运营的251型机车。
在联邦德国于1975年至1985年期间向民主德国拨款24亿德国马克、以改善东德过境运输的线路后，双方又从1987年开始，就加快西德本土至西柏林之间的轨道交通进行谈判，其中西柏林-汉诺威铁路计划进行电气化改造，并提速至160公里/小时。为了实现这项计划，当局需要采购一款时速可达160公里/小时的快速版本电力机车，即252型机车。
经过对新机型的规格进行制定后，德国国营铁路率先订购了由黑尼格斯多夫电力机车厂在柏林的工厂生产的4台原型机。

### 原型机的测试及展示
首台根据243 001号机车（当时为AEG的厂用机车）开发的252 004号机车在1991年3月10日率先面世，并连同一节测试车厢移交至莱比锡博览会首次对公众呈现。进一步的展示是在不久后于柏林万湖举办的另一个展览。1997年7月5日，252 001号机车也在武斯特尔马尔克车辆段展出。
机车首先在哈勒地区进行广泛测试，这项工作随后又转移至柏林地区。1991年11月29日，当202 002号机车完成制动检测后，它开始被用于牵引定期列车，并进行了相关的人员培训。1992年3月上旬，4台机车被分配至德累斯顿腓特烈城车辆段运用。同时它们还进行了进一步的测试，尤其是重载煤炭列车,。
1993年5月，156 004号机车作为测试机车入驻德国国营铁路设于哈勒的机械技术中央局，而156 002号机车则在明登的联邦铁路中央局完成了一系列测试运行。与此同时，另外两台机车则因为轻微损坏而被封存在德累斯顿腓特烈城车站。

### 不获批量订购的原因
德国联邦铁路在同一时期已通过量产的120型机车获得了三相交流电机车的经验，这被认为是更具经济性的机车。相比之下，156型机车则仍然采用传统的单相交流电技术。就此角度而言，当局在两德统一后更倾向于全新开发一款三相交流电机车。另外，由于民主德国局势的改变，将既有的西柏林-汉诺威铁路改造为高速铁路的计划已被摒弃，因此采购一款时速可达160公里/小时的快速版本252电力机车也已不再具备必要性。
新成立的德国铁路此时需要重新审视即将批量生产的112型及156型机车的订单。最终，德国铁路决定不再采购更多的六轴机车，因为它与其更青睐的四轴机车相比，在生产和维护过程中会产生高昂得多的费用。而随着货运需求量在东德动荡后的大幅下跌，纯货运用途的机车也不再需要。然而德国铁路则将继续订购112型机车，因为它已在德国国营铁路进行了全面的开发，只是尚未进行批量订购。同时最高速度为160公里/小时的客运机车需求量正不断增加，这也有利于将112型机车投入量产。从此，4台原型机成为了仅有的156型机车。

### 运用

#### 1998年以前的运用

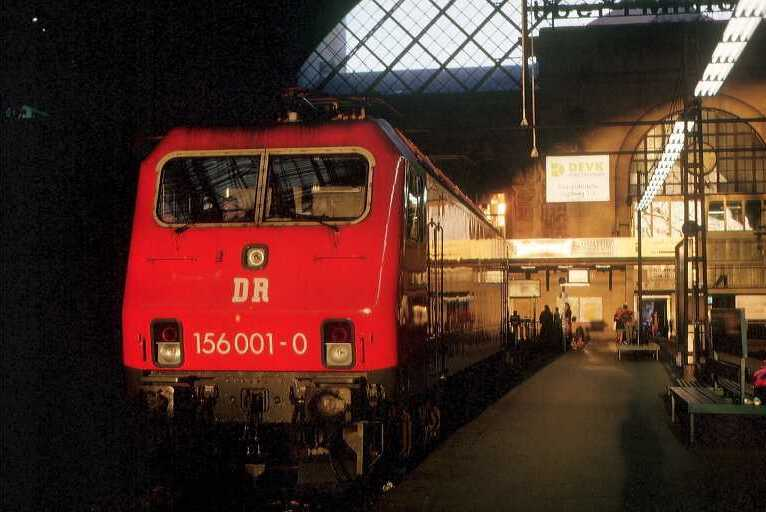
采用德国铁路编号，但仍保留了德国国营铁路标志的156 001号机车于德累斯顿（1993年）

4台252型机车最初全数配属于德累斯顿腓特烈城车辆段。其出厂时的序列编号一直维持至1992年1月1日，随后根据德国联邦铁路和德国国营铁路的共同型号方案被重定型为156型。在1992年2月以前，4台机车被正式编入德国国营铁路的现役机队使用。尽管由于相对较低的最高速度导致其运用范围非常有限，但它不仅被用于德累斯顿地区的重载货运列车，还在1990年代初期被经常用作牵引客运列车，甚至偶尔会牵引长途列车。因此，该型号机车在一段时间内会用作牵引前往瑙恩的定期普快列车班次，即便在柏林地区也能见到其踪影。
在1993年实施的机车运用计划中，156型机车除了牵引货运列车外，还会用于牵引目的地为开姆尼茨-希尔伯斯多夫、福格特兰地区赖兴巴赫、莱比锡-斯托特里茨或-恩格尔斯多夫、霍塞纳、弗莱贝格或者甚至柏林-潘科的客运列车，例如在德累斯顿-新城－科特布斯－奥德河畔法兰克福的连接，以及在萨克森-弗兰肯山区铁路于德累斯顿至福格特兰地区赖兴巴赫之间担当一些区际列车的牵引任务。
156型机车在1992年中期也用作D438/439次列车在德累斯顿至瑙恩区间的牵引任务，尽管柏林-德累斯顿铁路的部分路段已经完成160公里/小时的扩建改造，并且德国国营铁路已有新的快速机车120型可供使用。在莱比锡、科特布斯、森夫滕贝格和霍耶斯韦达，156型机车仍是常见的客运机车。然而其主要运用却是在德累斯顿至福格特兰地区赖兴巴赫之间的货运线路，所有运用的转运点也仍设于德累斯顿。

#### 在德铁货运及雷力昂的运用

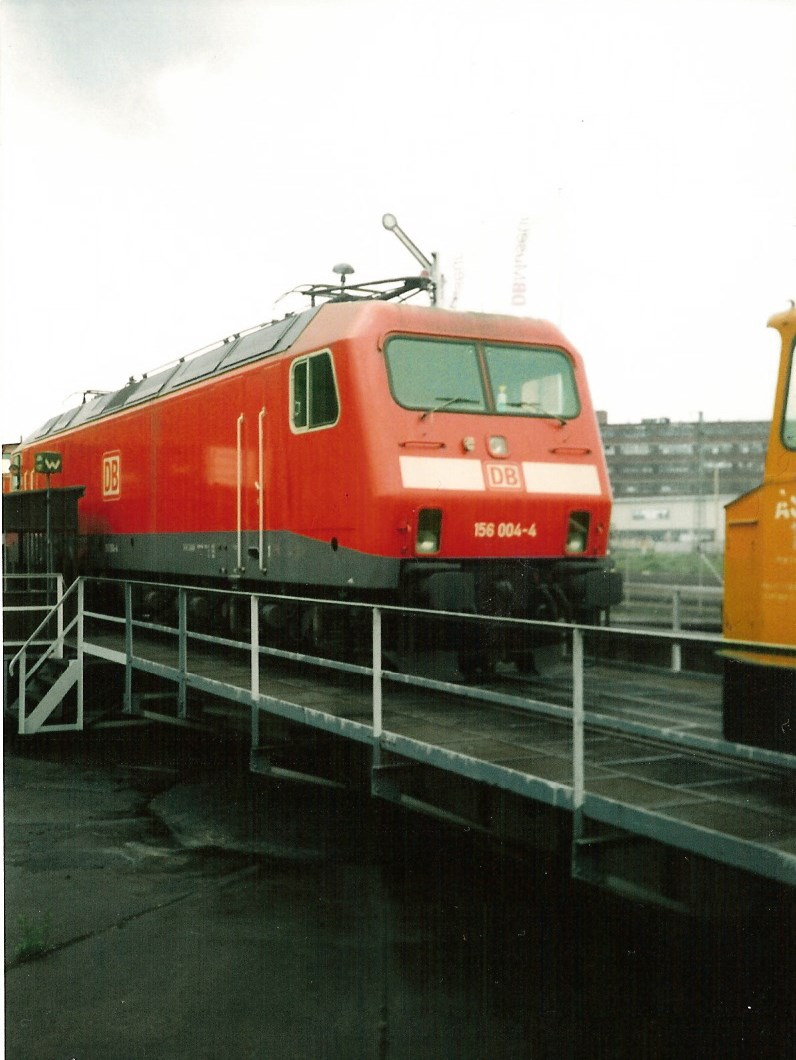
156 004号机车于2002年的德累斯顿蒸汽机车节

1998年，机车被调拨至德铁货运，这对于4台机车而言似乎是个糟糕的消息，因为德国铁路的部门分裂可能会导致机车提前退役。在1998年中期，156 002号机车因为一次调车事故而遭到损坏。
大约在同一时期，多数机车都进行了主要大修。因得益于德累斯顿车辆段的委用，使得尽管处于独行状态的156型机车也得到了大修的机会，但156 004号机车却因为缺乏备件而一直搁置至2002年初。156 003号机车则在大修中获得了新的交通红色涂装及雷力昂标志，并就此失去了原先带有白色围兜样式的东方红色涂装。
在2002年6月的德累斯顿蒸汽机车节期间，全部4台机车再次在德累斯顿旧城车辆段向公众展出。
此外，机车开始在继承下来的线路中执行一个多日复用的货运列车交路计划。与此同时，机车自2002年2月4日起借调至弗兰肯森林，并使用它们取代更老的150型机车，用作弗兰肯森林坡道的补机服务。调查显示，机车将仅能有限度的适用于这类型运用，因此当局下令将它借调仅至2002年12月15日。
虽然原计划是定于12月，但156型机车实际上在2002年10月18日即宣告停用。机车被存放在德累斯顿-腓特烈城的一个货运站内。与其它同期封存的机型相比，156型机车从一开始便没有被拆解，而是计划将其出售。停用并保留的4台机车均有不同程度的损坏，例如156 002号就在封存期间遭到了雨水的侵蚀。

#### 在中德铁路公司的运用

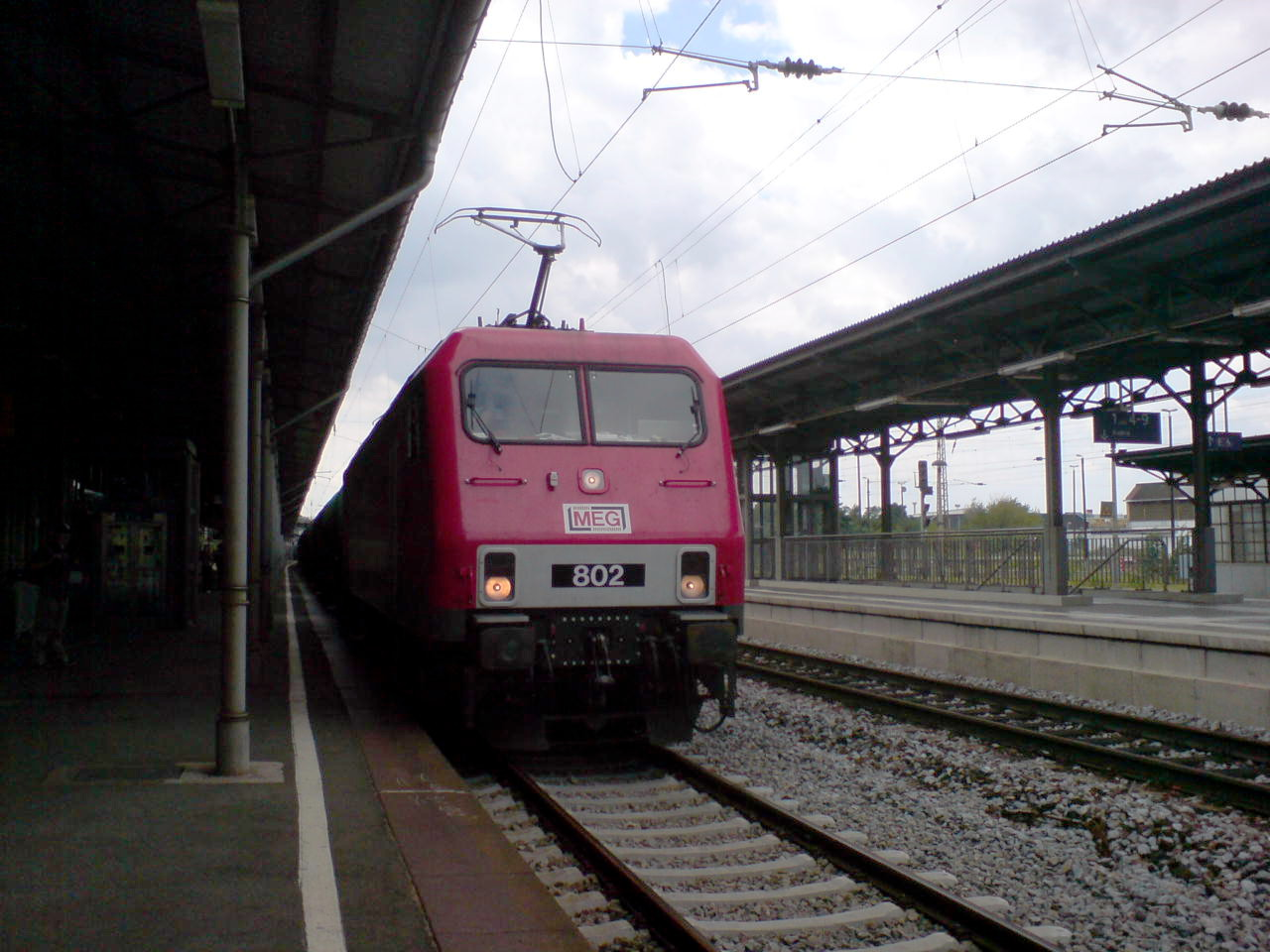
MEG 802号机车（原156 002号）于里萨（2007年）

经过一年的停用封存后，机车被售予了中德铁路公司（Mitteldeutsche Eisenbahn GmbH，简称MEG），因此它们从德国铁路的库存中退役的日期为2003年9月5日。
4台机车从德铁货运隐退的原因恨的程度上是受到人员调配问题的影响，因为很少有火车司机进行过156型机车的驾驶培训。在对机器进行整修后，机车开始进入MEG的实际运用，其中MEG 804号机车（原156 004号）是首个投入运营的机车，而MEG 801号机车（原156 001号）直至2004年11月仍被封存于德累斯顿-腓特烈城。
机车在MEG主要担当每周一次的装载重油的罐车列车牵引任务。此外，机车也用于牵引由柏林至罗斯托克港口之间的水泥列车。MEG 802号机车（原156 002号）在2007年春季重新进行了大修并采用一款新的交通红色MEG涂装，它与此前的德国铁路交通红涂装存在显著的差异。其它的改动出现在对比度的变化，这主要体现在前照灯之间的区域。新的外观非常类似早期德国国营铁路涂装的252 002号机车。156型机车的大修工作因为所有权的变更而不再在德累斯顿腓特烈城进行，而是改在德绍维修车间。
自2007年1月31日起，156型机车开始担当由古本定期开往鲁尔区诺伊斯的联合运输任务。而MEG在2007年春季完成了测试运行后，MEG 084号机车则开始与一台由德国铁路租借的185型机车（185 090号）共同担当货运列车的牵引任务。

## 结构

### 基本概念
252型机车的开发大量使用了243型机车的成熟部件。由于样机在技术条件完成后仅不到一年的时间便交付使用，这四台原型机主要还是作为各种新技术模块的测试车辆使用。252 002 003和004号机车还搭载有将单相交流电变为三相电的电子变流器，这是在德国国营铁路机车中的首次应用。但此三相电仅用于辅助供电，而不是用作牵引电动机。

### 传动装置

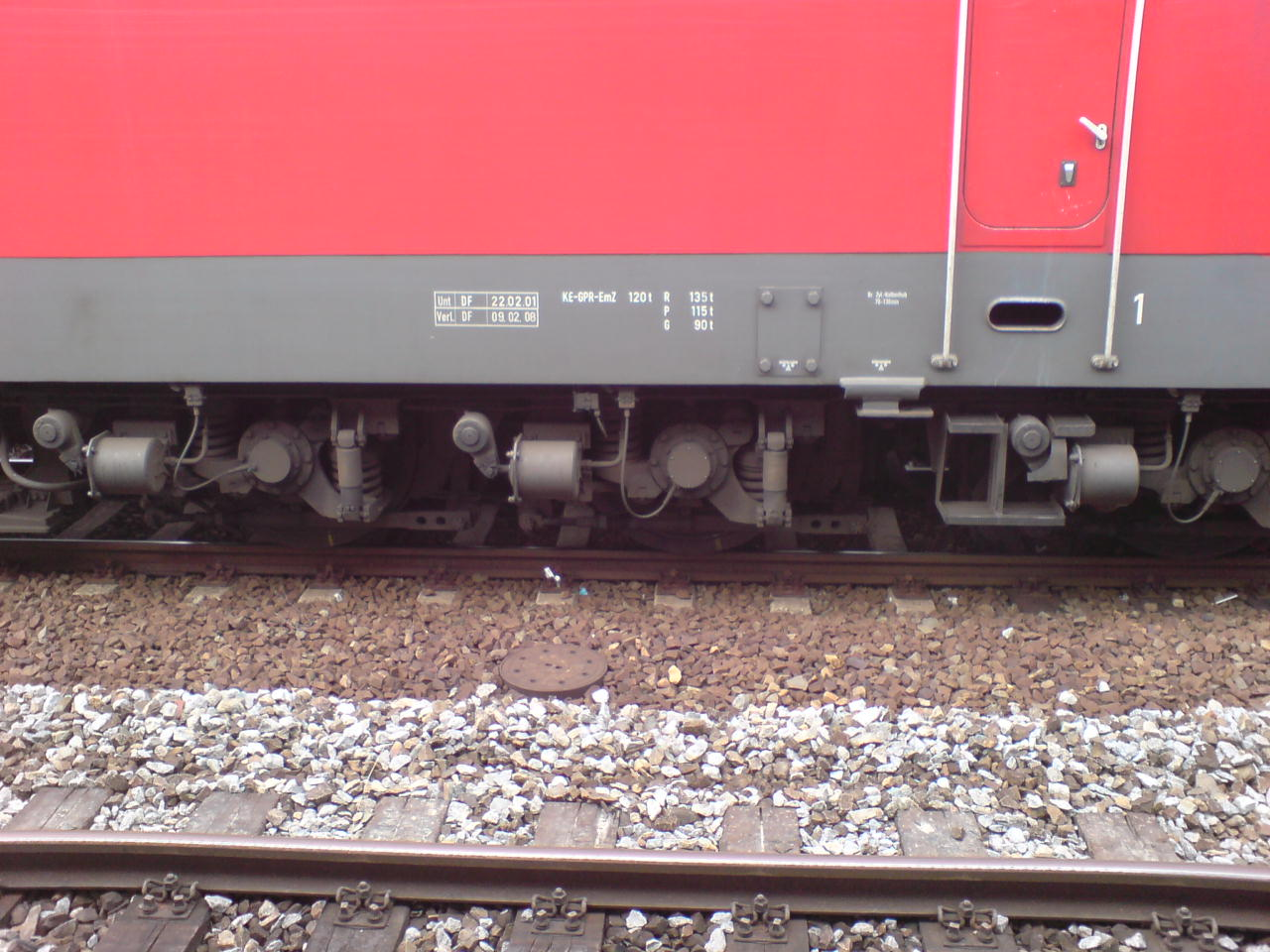
MEG 804号机车的转向架外观

252型机车具有两副轻型钢结构框架的三轴转向架。横桁和纵桁的外形采用箱形结构的设计。轮轴使用滚子轴承，并由双纽线传动杆引导。252 001号机车在每个中间轮对都缩减了10毫米的轮缘。而其它的252 002号至004号机车则放弃了这项轮缘缩减。各轮轴根据德国国营铁路的要求而不可侧向移动，所有轮对都采用对称的轴承。然而，在对252型机车量产版本的规划时，则再次设定了可侧向移动的中间轮对（类似于250型/155型机车）。每个轮对有4个螺旋弹簧，它垂直通过液压阻尼器进行减震，形成了一系悬挂。其它的橡胶垫圈也串联在一起，以提供更好的碰撞隔音效果。

### 机车车体及制动装置

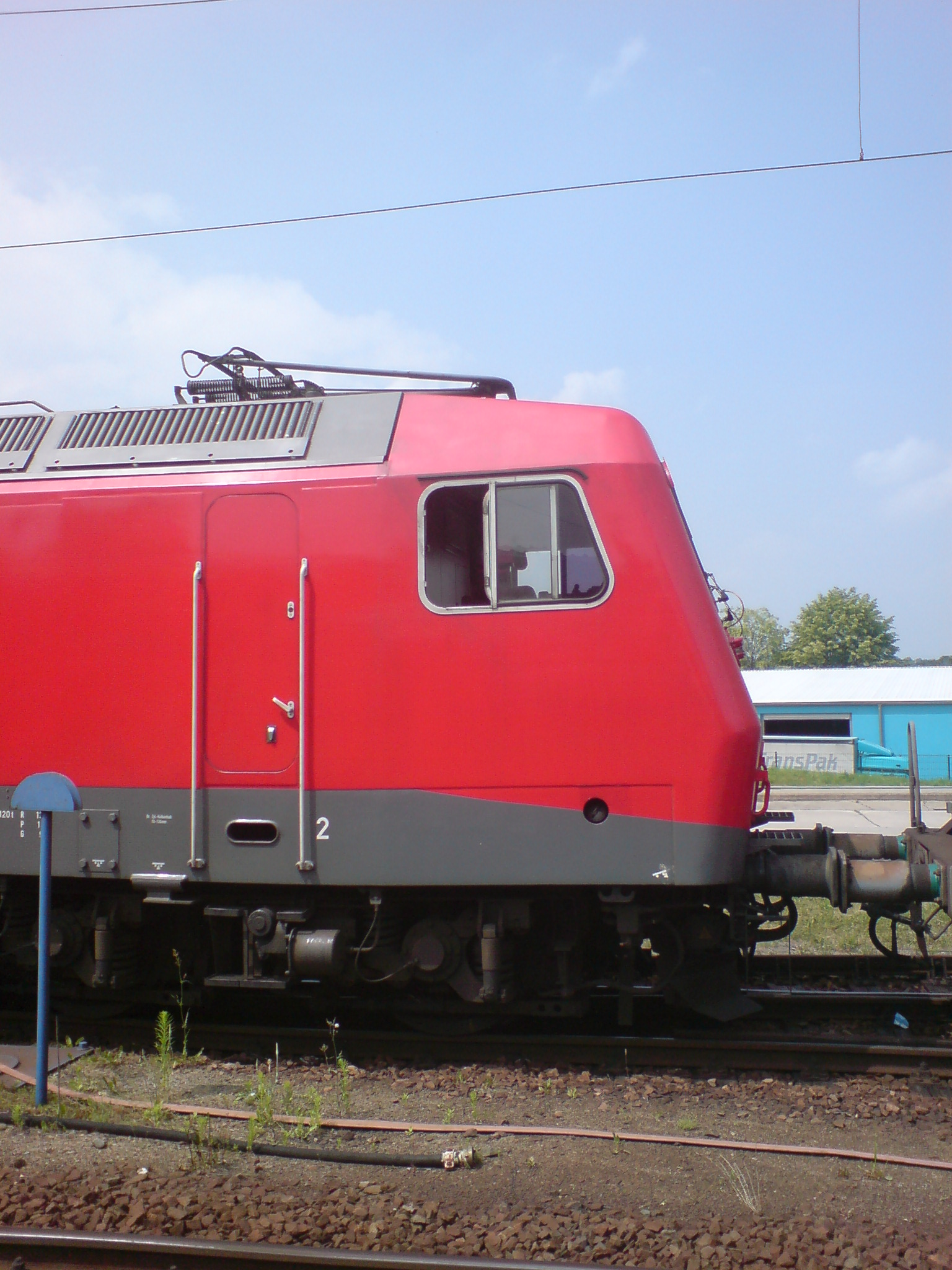
MEG 804号机车的驾驶室外观

4台机车均采用轻型钢结构焊接的自承式车体。螺旋车钩和高性能排障器均符合国际铁路联盟的520号、521号和527-1号标准。此外，排障器还附有一个扫雪器。机车车体与德国铁路120型电力机车类似，车头的上方区域倾斜19°，下方区域倾斜9°，并由此获得0.45的风阻系数。为了获得最佳的空气动力学造型，德累斯顿工业大学对此进行了风洞实验。驾驶室风格与243型机车类似，可确保机车在120公里/小时的最高速度状态下维持最高产生78分贝的噪音水平。侧窗开启方式则与112型或243型机车相反，采用推拉式开启的设计。
252型机车配备有以下制动装置：
- 自主运行、带有集成补偿制动功能的多级空气制动
- 非自主运营的辅助空气制动
- 机械式驻车制动
- 依赖高架电缆的电阻制动

此外机车还配备有克诺尔集团生产的机车防滑设备（MGS 1.20型）。

### 电气部分

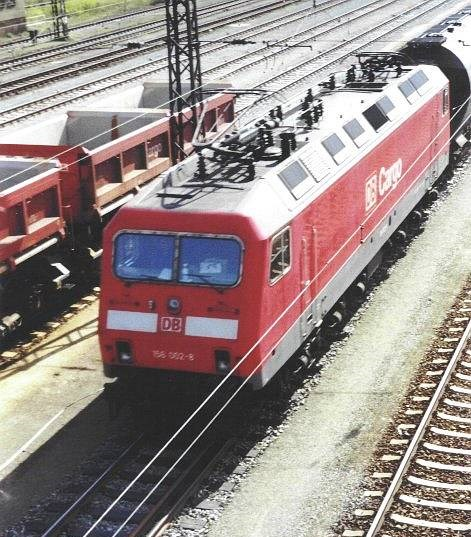
156 002号机车的车顶设备（2000年）

与243型机车一样，252型机车在车顶上也使用VSH2F2型单臂受电弓。此外，车顶上还有两个用以个人工操作的TES8F3型隔离开关以及断流能力为300兆伏安的DAT 4a型气主断路器。由于机车没有实现批量生产，因此在这里再后来还使用了后续发展的型号DAT 5型空气主断路器。
这一型号的所有机车都搭载了油冷式的主变压器。该变压器是一种具有31个级位的牵引用可变匝数次级绕组和一个辅助供电用的次级绕组的可变变压器。具有一个初级绕组和两个分别运作的次级绕组，每个绕组为三个牵引电机供电以降低电流。有额外的绕组作为辅助供电，同时也用于制动励磁以及列车供电。主变压器由奥博舍讷韦德变压器厂（Transformatorenwerk Oberschöneweide）生产。
功率控制通过一个对应31个级位的司控器、晶闸管控制器和控制开关设备，用以控制主变压器的可变匝数。这种构造允许牵引电动机近乎无极的调整牵引力，从而提高车轮与轨道之间的黏着利用避免空转。
252型机车的牵引电路是并联电路，分别由3台16.7赫兹的单相串励电动机和在变压器中的两个次级绕组构成。所使用的ECFB 1110-127型牵引电动机由德累斯顿的人民企业萨克森工厂生产，它的结构与243型机车所使用的电机基本相同，但拥有更高的每小时输出功率（以980千瓦取代了243型机车的930千瓦）。这是计划在量产机车中装备的高性能的电动机。因此，每小时6,300千瓦的总功率已基本实现。
电阻制动是通过6台牵引电动机的串联电路和和带有单独电阻制动器部分的6个牵引电动机的电枢回路构成。该结构可以作为电阻制动产生制动力。
首台机车（252 001号）仍然搭载有应用于250型机车上、由萨克森工厂生产的劈相机。其结构为一个16.7赫兹/380伏、带有电容器辅相的单相异步电动机和50赫兹/380伏的三相异步电动机组成，垂直排列在机械室之中。其将来自变压器的单相交流电变为三相电交流电用于辅助供电，例如牵引电动机的通风装置。相对于252 001号机车，252 002号至004号机车则改为搭载有一台由维也纳ELIN集团生产的半导体变流器。其设计为半控型的输入整流器、共用中间回路、可分别供应三相电系统的四个独立晶闸管逆变器、以及在逆变器故障的情况下的保护装置。总功率为120千伏安，其中每个逆变器被设计为40千伏安。

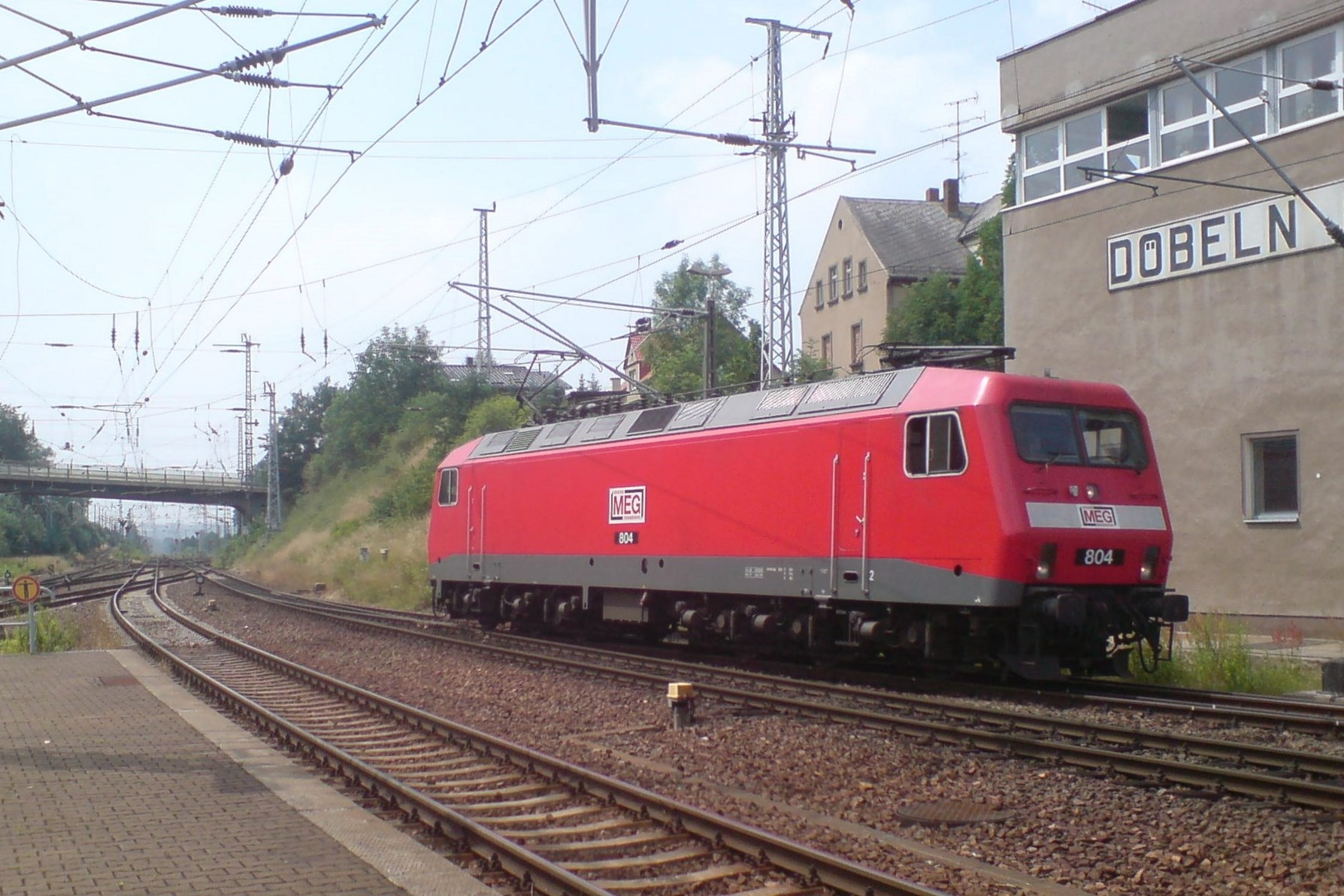
252 003号及004号机车使用SIBAS®-16微处理控制器

4台机车为控制回路和调节回路使用不同的解决方案。252 001号和002号机车具有与112型/243型机车类似的、基于高度集成LSL电路技术的黑尼格斯多夫控制电子学程序化布线。电子插卡在这里作为转换电路和部件的基础，其中根据它们的功能关系进行布置，并通过一个嵌入式摆动框架安装在驾驶室后壁中。252 003号及004号机车则采用西门子的SIBAS （西门子铁路自动化系统）16位微处理器控制。该软件由西门子及黑尼格斯多夫电力机车厂联合开发，其中主处理器和备用处理器设于1端驾驶室的后壁。此外，还有4个SIBAS® KLIP基站分布在机车之中。驾驶室内则设有一个显示器用于显示运行状态及故障诊断信息。
在安全设备方面，252型机车设有点状列车控制装置和一个移动无线电接收/发射装置（MESA）。车载无线电的天线则设于2端驾驶室内。此外，机车还配备有紧急列车停止装置、用于客运服务的13针连接器以及额定功率为800千伏安的列车总线。MEG 801号机车（原252 001号）自2007年起加装了动力分散式列车控制设备，并允许与112型、114型、143型或156型机车重联运行。

### 牵引性能

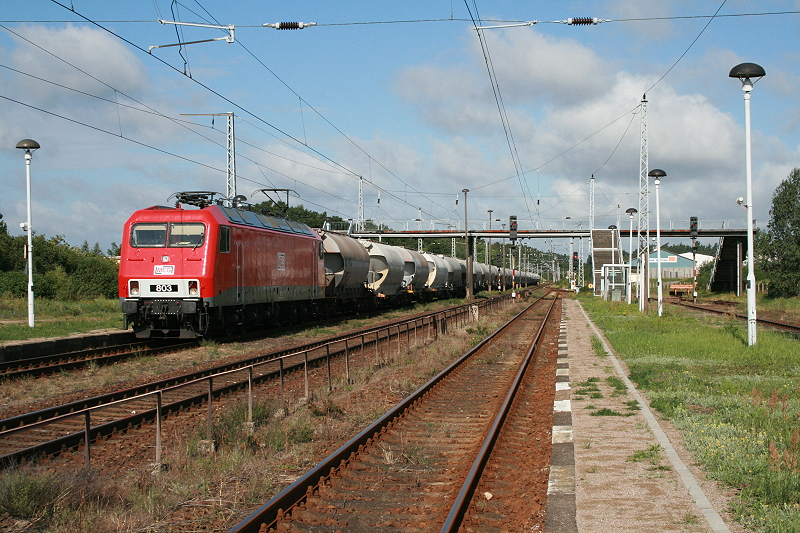
MEG 803号机车于卡尔戈

由于被设计为重载货运机车，252型机车能够牵引较高的列车重量。机车的粘着重量为120吨。下表中表明了机车的牵引性能在特定的速度下仍有剩余的牵引力储备。
在由同一种类别组成的货际列车班次中，机车可以无需额外的牵引力储备而负重1,800吨达到120公里/小时。
| 252型机车牵引性能   | 252型机车牵引性能 | 252型机车牵引性能 |
| ------------------- | ----------------- | ----------------- |
| 牵引重量/-类别      | 速率              | 牵引力储备        |
| 3000吨 固定编组列车 | 100公里/小时      | 3牛/千牛          |
| 2200吨 过境货物列车 | 100公里/小时      | 2牛/千牛          |
| 1700吨 货际列车     | 110公里/小时      | 2牛/千牛          |

### 涂装
| 配色         | 配色   |
| 1994年       | 1994年 |
| 机车         | 涂装   |
| ------------ | ------ |
| 156 001 (DR) |        |
| 156 002      |        |
| 156 003      |        |
| 156 004      |        |
| 2002年       |        |
| 机车         | 涂装   |
| 156 001      |        |
| 156 002      |        |
| 156 003      |        |
| 156 004      |        |
| 2007         |        |
| 机车         | 涂装   |
| MEG 801–803  |        |
| MEG 804      |        |

早在出厂之初，4台机车之间的区别便已不仅在于其采用差异化的技术部件，同时也能在不同形式的涂装中得到展现。工厂方面为3台机车漆以了信号红色（RAL 3001）涂装，只有252 002号机车在交付时采用东方红色涂装。
252 001号、002号和004号机车的框架被漆以黑灰色，而252 003号机车的框架则采用与车身相同的颜色，但两侧配以白色条纹。
252 001号机车的前脸保持着非常简单的样式。252 002号和004号机车在前照灯之间有一片对比鲜明的区域，这里用负片字体粘附着机车编号。252 003号机车则被漆成了德国铁路典型的白色围兜。机车的数量及所有权特点使得它们采用了不同的布置。与此相反的143型/243型机车则没有金属制的机车铭牌。
1999年，156 003号机车在其东方红色涂装严重褪色后成为首个被重漆以交通红色涂装的同型号机车并配以“雷力昂”（Railion）的字样。雷力昂字样在一年后被德国铁路的标志所取代（俗称“德铁饼干”）。尽管其它3台机车也漆成了交通红色的涂装，但差异化仍然存在。156 001号和002号机车都配以“德铁货运”（DB Cargo）的字样，156 004号机车则只有一个超大的德国铁路标志。
随着MEG对机车的收购，全部4台机车都使用了MEG的徽记作为所有权特征。自2007年以来，这些机车的外观均在例行大修的过程中被改变了。252 002号和004号机车维持了交通红色涂装，但在前照灯之间重新划分了德国国营铁路时期的对比鲜明的区域。为了纪念MEG十周年，MEG 803号机车自2008年9月5日起采用了一款特殊的涂装。2009年，最后的一台MEG 804号机车也采用了MEG当前的配色方案。

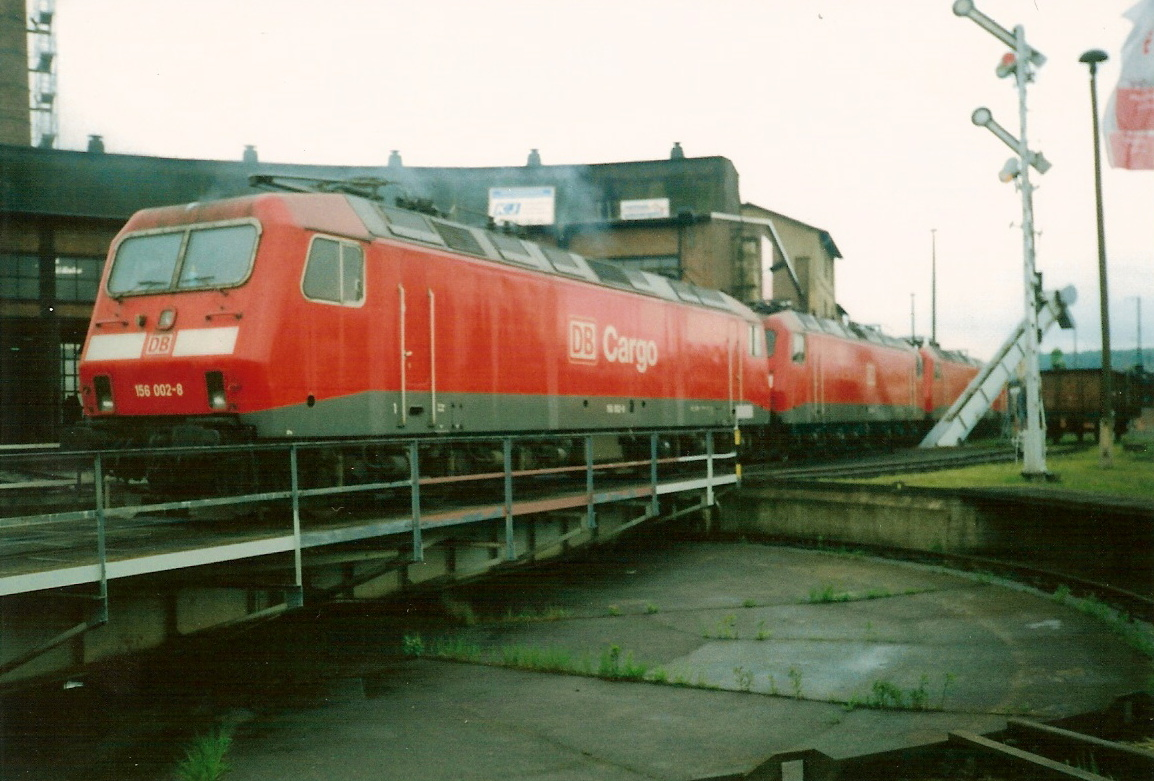
不同的德铁货运涂装
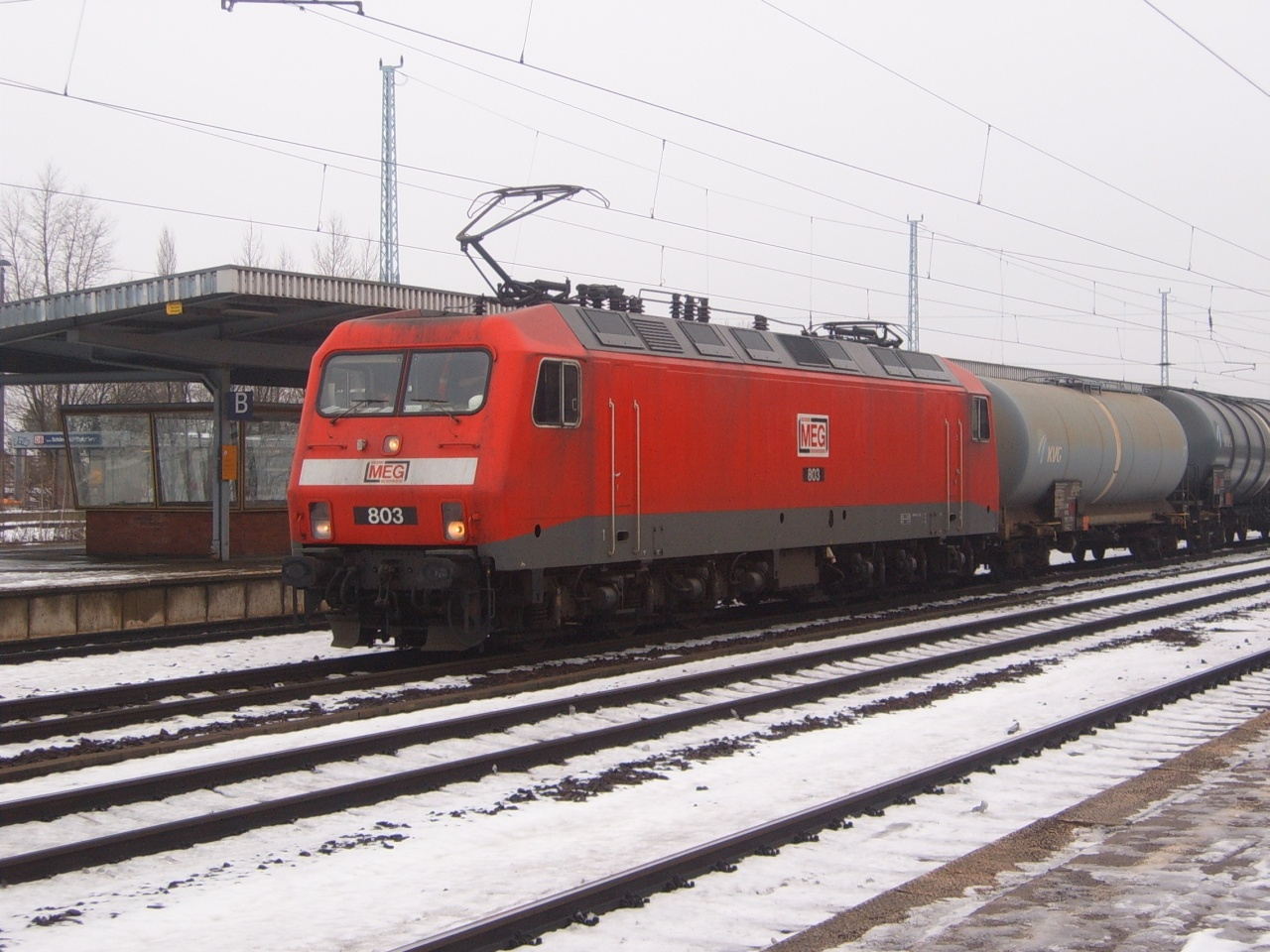
MEG 803号机车于柏林-舍讷费尔德
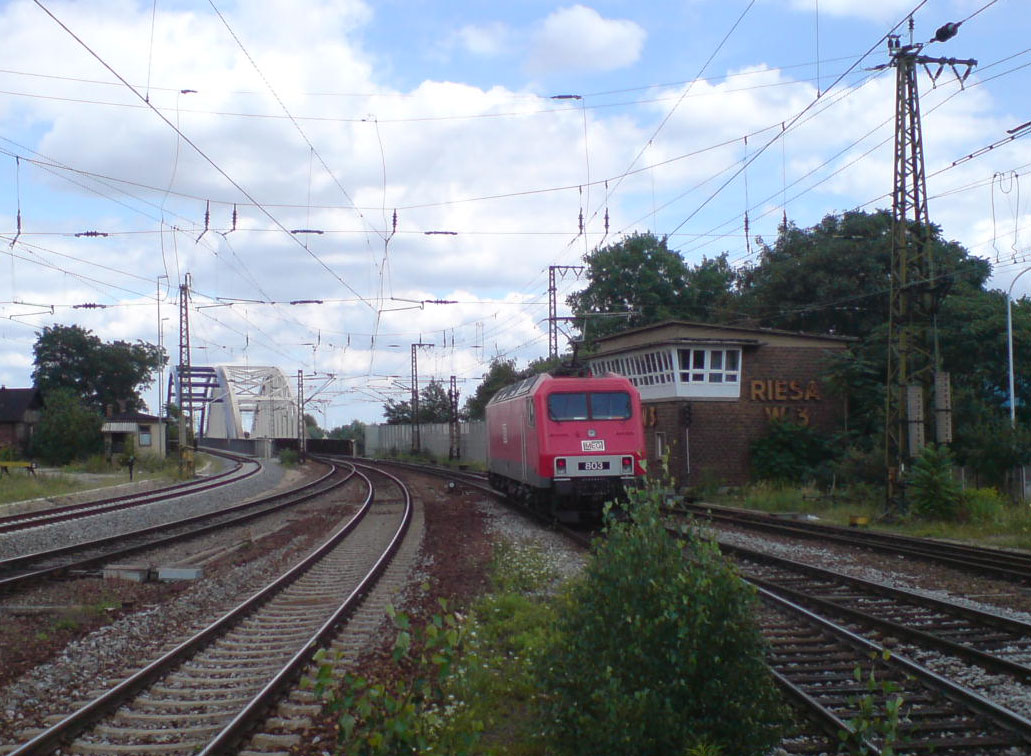
采用MEG新涂装的MEG 803号机车
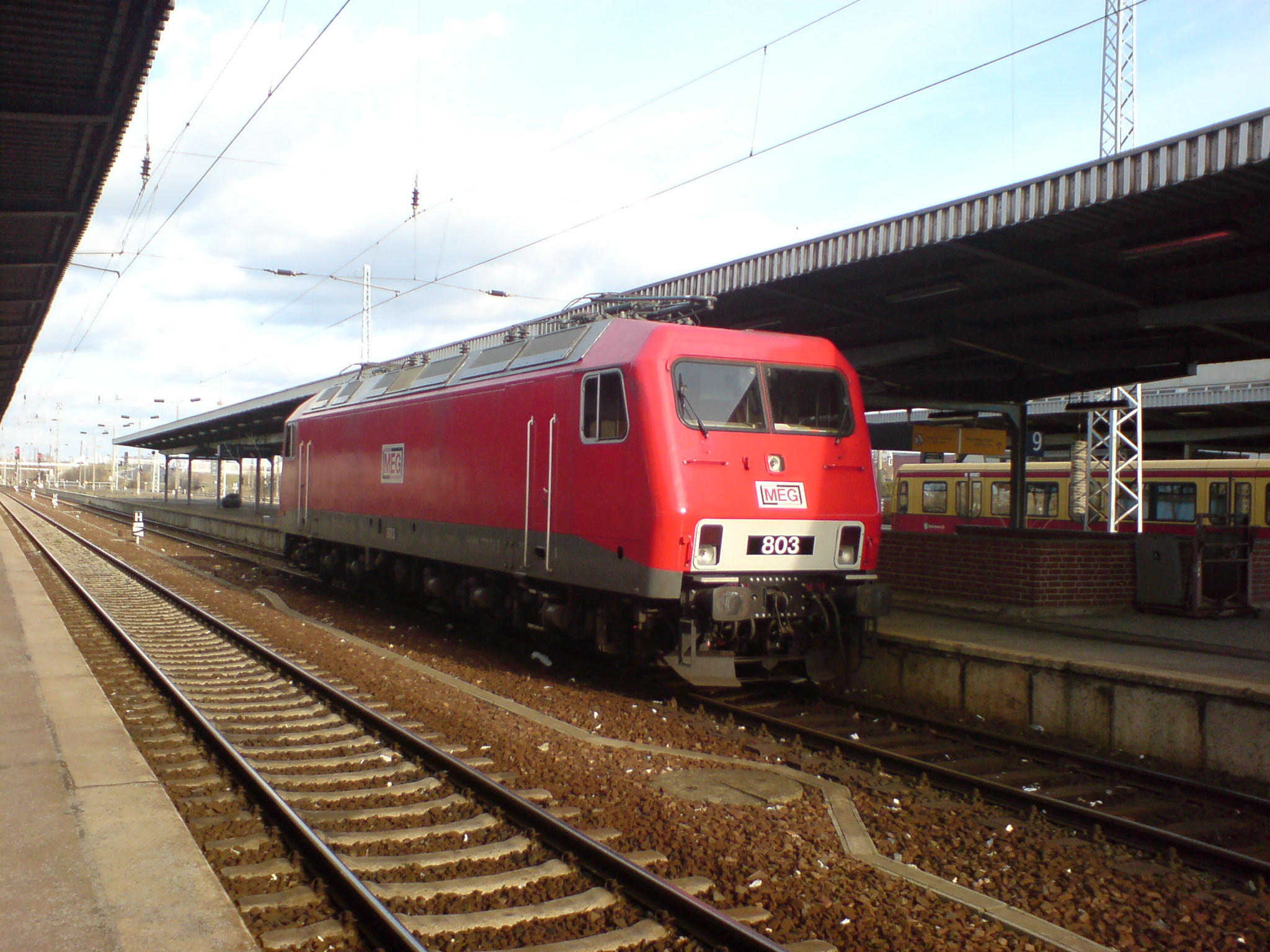
采用MEG新涂装的MEG 803号机车于柏林-舍讷费尔德